# Kaoani
Kaoani ist die aus den japanischen Begriffen für „Gesicht“ (顔, kao) und „Animation“ (アニ, ani, Abkürzung von englisch animation) zusammengesetzte Bezeichnung für eine animierte Variante von Smileys bzw. Emoticons. Gebräuchlich ist auch die Schreibweise Kao-ani und die Abkürzung Kao.
Die aus Japan stammenden und daher auch als japanische Smileys bzw. japanische Emoticons bezeichneten Kaoani bewegen sich üblicherweise auf und ab. Dabei verändert sich die Größe des dunklen Feldes unter den Figuren, das ihren Schatten darstellen soll. So soll veranschaulicht werden, dass ein Kaoani schwebt.
Die Gesichter der Kaoani drücken wie Smileys Emotionen aus, wodurch sie auch mit Emoticons verwandt sind. Eine besondere Ähnlichkeit besteht zur japanischen Emoticon-Variante, den Kaomojis, oft falsch als Emojis bezeichnet. Durch Ergänzungen des rundlichen, abgeflachten, unten breiteren Grundkörpers – der anders als beim Smiley weiß ist – können Kaoani zahlreiche Figuren verkörpern, etwa Tiere, Nahrungsmittel oder Comic-Figuren. Mit zusätzlichen Accessoires bilden Kaoani auch Tätigkeiten ab.
Üblicherweise sind Kaoani als Dateien im Graphics Interchange Format (GIF) realisiert, doch auch andere Formate für animierte Grafiken sind möglich, etwa APNG. Dabei wird die Animation durch die Abfolge mehrerer leicht veränderter Einzelbilder erzeugt, bei Kaoani üblicherweise mindestens vier, die dann als Endlosschleife eine andauernde Bewegung darstellen. Eine häufig verwendete Abfolge-Geschwindigkeit der Einzelbilder ist 0,2 Sekunden pro Bild.
Wie Smileys und Emoticons kommen Kaoani in vielen Formen von Internet-Kommunikation vor, vor allem Internetforen, Chats und Blogs.

## Beispiele

4-Bilder-Kaoani (vergrößerte Darstellung)
Mit Hahnenkamm und Schnabel als Hahn gestaltetes Kaoani – Stift und Blatt kennzeichnen es als schreibend.
Nach oben verlängerte Kaoani-Form verleiht Ähnlichkeit mit einem Reisball (Onigiri) – Pompons verweisen auf Cheerleading-Jubel